# نور حسين (لاعب كرة قدم)
نور حسين هو لاعب كرة قدم أفغاني في مركز الوسط، ولد في 3 مارس 1997 في مزار شريف في أفغانستان. لعب مع نادي ريدنغ.

## وصلات خارجية
- نور حسين (لاعب كرة قدم) على موقع قاعدة بيانات كرة القدم.إي يو (الإنجليزية)
- نور حسين (لاعب كرة قدم) على موقع ناشيونال فوتبول تيمز (الإنجليزية)
- نور حسين (لاعب كرة قدم) على موقع Soccerbase.com (لاعب) (الإنجليزية)
- نور حسين (لاعب كرة قدم) على موقع Soccerway.com (الإنجليزية)